# (305661) Joejackson
(305661) Joejackson est un astéroïde de la ceinture principale.

## Description
(305661) Joejackson est un astéroïde de la ceinture principale. Il fut découvert le 29 janvier 2009 à Calar Alto par Felix Hormuth. Il présente une orbite caractérisée par un demi-grand axe de 2,40 UA, une excentricité de 0,20 et une inclinaison de 1,1° par rapport à l'écliptique.
Il est nommé d'après le musicien britannique Joe Jackson.

## Compléments